# Batalla de Castillon
La batalla de Castillon , lliurada el 17 de juliol de 1453, va ser l'última batalla de la Guerra dels Cent Anys. S'hi van enfrontar els exèrcits del regne d'Anglaterra i franc-bretó. Va ser així mateix la primera batalla documentada en la qual l'artilleria va demostrar ser el factor decisiu.

## Antecedents
El 1444 se signa la treva de Tours entre els anglesos i francesos. El 1449, Carles VII trenca la treva per atacar Normandia i la Guiena, encara dominades pels anglesos. Aconseguida la reconquesta de Normandia després de la batalla de Formigny en 1450, Carles VII de França va enviar al tinent general Dunois a reconquerir la Guiena. El militar va reunir un gran exèrcit i va aconseguir l'objectiu que li havia estat ordenat a 1451.
Els anglesos confiaven per a la defensa d'aquesta ciutat en la lleialtat de milers de gascons, que sempre havien col·laborat en la defensa dels territoris capturats davant els intents de conquesta dels francesos. Els anglesos tenien poques tropes pròpies en la regió, i els gascons s'enfrontaven a greus problemes pels constants i decidits atacs francesos. Així va ser que Dunois va recuperar la Guiena en un temps sorprenentment breu.
La ràpida campanya de reconquesta va culminar el 30 de juny de 1451 quan els francesos van entrar victoriosos a la capital gascona de Bordeus. L'estrella anglesa en el conflicte semblava a punt d'apagar-se i la dilatada Guerra dels Cent Anys s'acostava al final. No obstant això, després de tres-cents anys de dominació anglesa, els habitants de la ciutat es consideraven anglesos i van enviar una ambaixada a Anglaterra per exigir a Enric VI que tornés a capturar la ciutat. Estaven disconformes perquè els nous senyors francesos pretenien regular el comerç i cobrar impostos inusualment alts per finançar l'esforç de guerra.
El monarca va accedir i comissionar a John Talbot, comte de Shrewsbury, perquè organitzés una força militar, navegués cap a França i complís les demandes de la població proanglesa de la regió de Bordeus. El comandant anglès tenia més de 70 anys, però era un veterà dur i competent.

### Desembarcament i captura
El 17 d'octubre de 1452, John Talbot va desembarcar prop de Bordeus, comandant una força d'uns 5.000 homes d'armes i un grup d'experimentats arquers. En veure aproximar-se a la força anglesa, els habitants es van amotinar contra la guarnició francesa que defensava la ciutat, i per la força els van expulsar, obrint després les portes de la muralla als seus "compatriotes", que va tornar a caure en mans angleses el 23 d'octubre. La població gascona va seguir l'exemple i van donar la benvinguda a l'exèrcit invasor. La major part de les aldees als voltants de Guiena van fer el mateix, abans que l'exèrcit de reforç francès arribés.
La suposadament fàcil reconquesta francesa amenaçava de complicar-se per un greu error d'intel·ligència estratègica: Carles VII havia cregut que Talbot es dirigia a capturar Normandia. En comptes d'això, els anglesos havien aparegut a Bordeus.
Al llarg de l'hivern, Carles VII de França va decidir actuar: reunir els seus exèrcits i els va preparar per una campanya punitiva i recuperar Bordeus. En arribar la primavera, va avançar cap a la ciutat, dividint a la seva força en tres cossos diferents que van efectuar la marxa d'aproximació des de tres direccions diferents: des del nord-est, est i sud-est. El mateix rei comandava la reserva de rereguarda.

### Reforços i canvi de plans
Davant el greu problema que representava l'exèrcit enemic que el sotjava, John Talbot va demanar i va obtenir reforços. Se li van entregar entre gener i març uns altres 2.400 homes, la majoria d'infanteria al comandament del seu fill, el senyor de Lisle, que seguien sent insuficients per fer front als milers i milers de francesos amagats en les fronteres de Gascunya. Molts gascons (potser uns 3.000) es van unir també a Talbot, i es preparava un segon exèrcit de reforç d'uns altres 2.200 homes.
Joan Bureau, comandant de l'exèrcit gal, va ordenar al seu exèrcit oriental que posés setge a la propera ciutat de Castillon (avui Castillion-la-Bataille), sobre la riba del riu Dordonya, obligant Talbot a abandonar el seu pla original, que consistia a fer-se fort a Bordeus i resistir-hi un setge. Davant les novetats, el comandant anglès va haver d'abandonar la ciutat i dirigir-se a Castillon per intentar aixecar el setge.

### El comandament francès
Com va ser comú en la Guerra dels Cent Anys, l'exèrcit francès no tenia un comandament unificat. La comanda nominal pertanyia al bretó Joan de Blois, comte de Perigord, vescomte de Limoges i comte de Penthièvre. Juntament amb ell hi havia els caps Joan de Bueil i Santiago de Chabannes. Per sobre de tots ells (excepte l'autoritat política que detenia Blois) manava l'experimentat enginyer militar Juan de Bureau, a qui acompanyava el seu germà Gaspar com a cap d'artilleria. Com era usual en aquells temps, el cap d'enginyers comandava els setges i els llocs. Blois i els altres, segons corresponia a la noblesa, enviaria sobre la cavalleria pesant.

### Defensa francesa
Joan Bureau, temorós de Talbot, va ordenar a 7.000 dels seus 9.000 soldats que assetjaven Castillon van fortificar els voltants de Castillon: els va fer cavar un profund fossat, protegir les muralles amb multitud d'estaques afilades i va col·locar 300 canons sobre el parapet. Aquesta actitud és inexplicable per extremadament defensiva. Bureau gaudia d'una enorme superioritat numèrica que alguns historiadors estimen en 6 a 1; però, no va intentar atacar Talbot ni fer el menor esforç per forçar l'ingrés a Castillon.
Els germans Bureau havien estat a la regió per a la campanya de 1451, i la coneixien com el palmell de la mà. Això explica que s'ordenaran els seus homes cavar les trinxeres i les fosses directament en els seus llocs adequats, en un banc sec del riu Lidore, tributari del Dordonya. Les línies defensives franceses es poden veure encara avui marcades en el terreny des d'un avió o mitjançant la aerofotografía.
A més dels canons, els defensors francesos disposaven de quantitats d'armes de foc de mà, que havien estat subministrades per un mercenari genovès anomenat Guiribaut. Aquest comandava als homes que les utilitzarien.
Les seccions d'artilleria constituïen la fracció principal de l'exèrcit francès. El seu personal ha estat estimat en 6.000 homes, encara que certs historiadors militars eleven aquesta xifra fins a 9.000 artillers. La cavalleria estava constituïda per un miler de bretons ubicats a un quilòmetre i mig del campament principal.
El campament estava exactament fora de l'abast de l'artilleria defensiva de Castillon, i, com s'ha dit, Bureau no va fer cap esforç per establir un setge més estret ni per aïllar la ciutat. Tot indica que la seva intenció era presentar batalla a la força enemiga que intentés aixecar el lloc. Per a això, com a mesura de seguretat addicional, va deixar un miler d'arquers comandats per Joaquín Roualt al Priorat de Sant Llorenç, situat al nord de Castillon. Qualsevol força d'aixecament del lloc que s'aproximés des del nord hauria de passar per allà.

## La Batalla

### Primera fase
Convençut que havia d'abandonar Bordeus per ajudar a defensar Castillon, Talbot va fer una vegada més gala de la seva coneguda agressivitat i rapidesa de decisions. Va abandonar la ciutat en la matinada del 16 de juliol comandant una força avançada de genets, a la qual seguia una gran massa d'homes d'armes a peu. Amb aquest últim grup es desplaçava la seva artilleria. Les seves forces totals en sortir de Bordeus consistien en aproximadament 6.000 soldats anglesos recolzats per 3.000 gascons.
En arribar a Libourne (ciutat situada a la vora del Dordonya) al vespre, l'avançada de Talbot, composta per 500 homes d'armes a cavall i 800 arquers a peu van continuar endavant en una marxa forçada nocturna, travessant Saint Emilion i aproximant-se al campament francès.
Talbot va arribar a prop del campament enemic l'endemà a la matinada (17 de juliol de 1453). Va descobrir la força de Roualt, que havia abandonat el priorat amagada en un bosc al nord de Sant Llorenç i davant del campament francès, i va entaular amb ella una escaramussa llampec que la va sorprendre i va culminar amb nombrosos morts francesos. Els supervivents van fugir a través del bosc i es van refugiar al campament de Bureau. Aquesta acció favorable reforçar la moral de les tropes angleses.
Després d'una marxa forçada de més de 50 quilòmetres, era imperiós donar als seus homes un temps de descans i aliments. Mentre els soldats dormien o esmorzaven, un missatger que havia aconseguit escapar de la ciutat va informar Talbot que l'exèrcit francès s'havia fugit, i que centenars de genets abandonaven les fortificacions i fugien. Mirant a la distància, el comandant anglès va poder observar una enorme núvol de pols que es dispersava a l'horitzó.

### Segona fase
Els genets anglesos van vadejar el Lidoire uns 600 metres a l'oest del campament francès. Les forces anglogascones no van avançar contra l'enemic directament des de l'oest, sinó que van envoltar el campament amb intencions d'atacar l'eix més llarg d'aquest, concentrant-se en els bancs sobre el riu del costat sud.
En descobrir amb sorpresa que els parapets estaven defensats per milers d'arquers armats fins a les dents i més de 300 canons, Talbot va començar a pensar que podia haver infravalorat les defenses franceses, però, sense perdre la calma, va ordenar atacar amb ferocitat. Els artillers francesos estaven esperant precisament això.
L'anglès va fer desmuntar l'avançada anglesa de 1.200 homes i assaltar les defenses al crit de "Per Talbot! Per Sant Jordi!". Els canons francesos van obrir foc. La matança va ser espantosa, malgrat la qual cosa molts anglesos i gascons van aconseguir arribar fins a l'estacada i muntar sobre el parapet. Un anglès, Thomas Evrigham, va poder fins i tot plantar la seva bandera sobre el mur, pagant la seva gesta amb la vida.
Mentre els canons escombraven als anglesos amb foc enfilat, en diverses parts del front la lluita degenerar en combats cos a cos. En aquest moment la força principal anglesa va arribar al camp de batalla, portant el nombre dels anglesos a un total de 4.000, xifra completament insuficient davant el nombre dels francesos. La defensa de camp francesa podia manejar perfectament, sobretot tenint en compte que l'artilleria anglesa s'havia quedat enrere i mai va aconseguir arribar al camp de batalla.
Tot i que el foc era mortífer, els anglesos van aconseguir combatre gairebé una hora, més o menys fins que va arribar al migdia. En aquest moment, Talbot va observar que els seus soldats d'infanteria començaven a recular. El que succeïa és que pel flanc dret s'aproximava una gran força de cavalleria enviada pel duc de Bretanya (tot i que alguns historiadors posteriors afirmen que va ser pel flanc esquerre). Els arquers francesos, que s'havien refugiat darrere de l'estacada després d'haver estat derrotats al bosc d'hora al matí, van sortir ara a l'exterior i van llançar un núvol de fletxes contra els anglesos que es veien obligats a lluitar en dos fronts: estaven atrapats entre els francesos endavant i els bretons pel flanc.

### El desastre
Agafats entre dos grans forces enemigues, els anglesos van haver d'obrir-se i retirar-se, sent perseguits immediatament per la força principal de Bureau. En ràpida retirada, travessaren el Dordonya al Pas de Rauza, moment en què el cavall de Talbot va rebre una canonada i va morir (episodi recollit pel pintor Larivière en el quadre que il·lustra aquest article, encara que Talbot no usava armadura aquell dia i el seu cavall era blanc), atrapant al comandant sota el seu cadàver. En aquestes circumstàncies, el seu escut d'armes va ser reconegut per un soldat francès anomenat Michel Perunin, que, atacant-lo amb la seva destral de combat, el va matar instantàniament. El fill de Talbot també va morir intentant defensar el seu pare.
La resta de l'exèrcit anglogascó en fuga va ser mort o capturat per les tropes que el perseguien.

## Conseqüències
La derrota de John Talbot va deixar tota la zona de Guiena sense un sol exèrcit anglès capaç de defensar-la. Les ciutats gascones es van rendir una darrere l'altra a l'artilleria francesa i, quan Bordeus va tornar a rendir-se davant Carles VII el 19 d'octubre, la part militar de la Guerra dels Cent Anys hi havia, de fet, conclòs.
La batalla de Castillon representa, per tant, l'últim fet d'armes de la Guerra, i la primera de la història europea en què els canons van decidir el destí d'un combat (i d'una guerra).
En aquest mateix any, el rei Enric VI d'Anglaterra va començar a manifestar clars signes de demència, el que va precipitar l'esclat de la guerra civil anglesa coneguda com a Guerra de les Dues Roses.
Davant d'aquesta greu circumstància, els anglesos van haver de retirar les seves tropes presents a França i renunciar a totes les seves pretensions territorials al continent i als seus reclams al tron francès. Totes les seves possessions els van ser arrabassades en escassos mesos excepte Calais.